# Dorsa Barlow
Die Dorsa Barlow ist eine Gruppe von Meeresrücken auf dem Erdmond. Sie erhielt ihren Namen 1976 nach dem britischen Kristallographen William Barlow. Ihr mittlerer Durchmesser beträgt 110 km.